# Michail Vasil'evič Lomonosov
Michail Vasil'evič Lomonosov (in russo Михаил Васильевич Ломоносов?; Denisovka, 19 novembre 1711 – San Pietroburgo, 15 aprile 1765) è stato uno scienziato e linguista russo.
Per il contributo che ha dato alla cultura e alla scienza russa, per la spinta verso una modernizzazione della sua patria e per il ruolo che ha avuto anche a livello mondiale, viene spesso considerato il Leonardo da Vinci russo. Fu scienziato, naturalista, poeta. Fu inoltre pittore, storico, promotore di uno sviluppo nazionale dell'istruzione, delle scienze e dell'economia, e contribuì alla formulazione di una teoria cinetica del calore, di una teoria cinetica dei gas, di un principio di conservazione della materia e di un'ipotesi ondulatoria della luce.
Primo a sostenere che petrolio e metano sono prodotti della trasformazione di materiale biologico in decomposizione in molecole di idrocarburi (teoria poi confermata nel 1877 da Mendeleev), a lui sono intitolate numerose istituzioni culturali e università russe, nonché monumenti, stazioni della metropolitana, alcune località (Lomonosov), una corrente oceanica, la corrente di Lomonosov, una dorsale sottomarina, la penisola di Lomonosov e la centrale nucleare galleggiante Akademik Lomosonov.

## Biografia

### L'infanzia nel villaggio natale
Nacque nel villaggio di Denisovka (che poi sarà ribattezzato Lomonosovo in suo onore), su un'isola del Mar Bianco non distante da Cholmogory nel governatorato di Arcangelo. Era figlio di Vasilij Dorofeevič Lomonosov, un contadino agiato che alternava il lavoro dei campi con la pesca e che diventò proprietario di un'imbarcazione, con cui fece fortuna mediante il trasporto di merce tra i porti del Mar Bianco. La madre, Elena Ivanovna Sivkova, prima moglie di Vasilij Dorofeevič, era figlia del diacono della parrocchia.
Nei primi dieci anni di vita Lomonosov non uscì dal suo villaggio; successivamente suo padre lo condusse con sé nei suoi viaggi in mare. Dimostrò fin da bambino una spiccata capacità di apprendimento e un insaziabile desiderio di conoscenza. Imparò a leggere dal suo vicino Ivan Šubnij: passava ogni suo momento libero sui libri. Continuò i suoi studi con il diacono Sabelnikov, ma aveva a disposizione solo testi religiosi. A quattordici anni gli furono date copie della grammatica di antico slavo ecclesiastico di Meletij Smokric'kij (Грамматіки славєнския правилноє Сvнтаґма) e dell'aritmetica di Leontij Magnickij (Арифметика).
Dopo la morte di Elena Ivanovna, nel 1721 il padre si sposò per la seconda volta con Feodora Michailovna Uskova, che morì nel 1724, anno in cui Vasilij Dorofeevič si sposò per la terza volta con Irina Semënovna Korel'skaja, con cui Michail Vasil'evič ebbe un rapporto difficile, tanto da meditare di abbandonare il villaggio.

### Gli studi in Russia
Nel dicembre del 1730, in una brama incontenibile per lo studio, abbandonò il villaggio e, unendosi a una carovana di mercanti di pesce, si diresse a Mosca, in pieno inverno e a piedi. I suoi esordi furono duri, poiché dovette guadagnarsi da vivere e, a causa delle sue scarse conoscenze, si vide obbligato a iscriversi a una scuola per fanciulli, lui che aveva 19 anni ed era alto più di due metri. La sua naturale intelligenza e la sua capacità di impegno impressionarono i maestri e, al termine dell'anno, con il loro aiuto riuscì a entrare nell'Accademia Moscovita di Studi Classici, dichiarando però di essere figlio di un sacerdote. Questa falsa dichiarazione lo esporrà più tardi al rischio di essere espulso.
A Mosca Lomonosov era costretto a economie rigidissime: spendeva per vivere tre copeche al giorno, il suo vitto consisteva di pane nero e di kvas.
Dopo tre anni fu inviato a Kiev per proseguire gli studi all'Accademia Mogila, ma insoddisfatto dell'accademia tornò a Mosca dopo pochi mesi. In cinque anni compì brillantemente gli studi programmati per dodici anni e, dopo aver superato gli esami di greco, latino, antico slavo, storia, filosofia e altri, ricevette nel 1736 una borsa di studio per proseguire i suoi studi all'Accademia delle Scienze di San Pietroburgo.

### Gli studi in Germania
Nell'agosto del 1736, dopo aver concluso con un premio straordinario gli studi all'Accademia delle Scienze, ricevette un'altra borsa di studio per studiare per due anni all'Università di Marburgo in Assia. A quel tempo l'università di Marburgo era famosa per la presenza del celebre filosofo illuminista Christian Wolff, di cui Lomonosov diventerà allievo personale.
Qui Lomonosov, che solo sei anni prima aveva abbandonato a piedi il suo villaggio natale, imparò rapidamente il tedesco. Nel maggio del 1740 si sposò con Catharina Zilch, una tedesca figlia di un sarto e vedova di un birraio. Incominciò a sviluppare con grande intensità la sua attività di scrittore e di poeta. In seguito si diresse a Freiberg in Sassonia, dove si trovava una prestigiosa Accademia Mineraria, per studiare chimica, fisica, meccanica, ingegneria mineraria e metallurgia.
Il sussidio che aveva ottenuto in Russia gli giungeva però con poca puntualità, il che gli rendeva difficile il mantenimento della famiglia, per cui decise di tornare a San Pietroburgo.

### Il ritorno in Russia
Lomonosov tornò in Russia nel 1741. L'anno successivo fu nominato assistente nel dipartimento di fisica dell'Accademia delle Scienze. Nel maggio del 1743 Lomonosov fu accusato, arrestato e tenuto agli arresti domiciliari per otto mesi, dopo aver insultato vari membri dell'Accademia. Fu rilasciato e graziato nel gennaio del 1744 dopo aver chiesto scusa agli interessati. Lomonosov divenne membro ordinario dell'Accademia e fu nominato professore di chimica nel 1745. Fondò il primo laboratorio di chimica dell'Accademia. Bramoso di migliorare il sistema educativo russo, nel 1755 Lomonosov si unì al suo patrono, il conte Ivan Šuvalov, per fondare l'Università statale di Mosca.

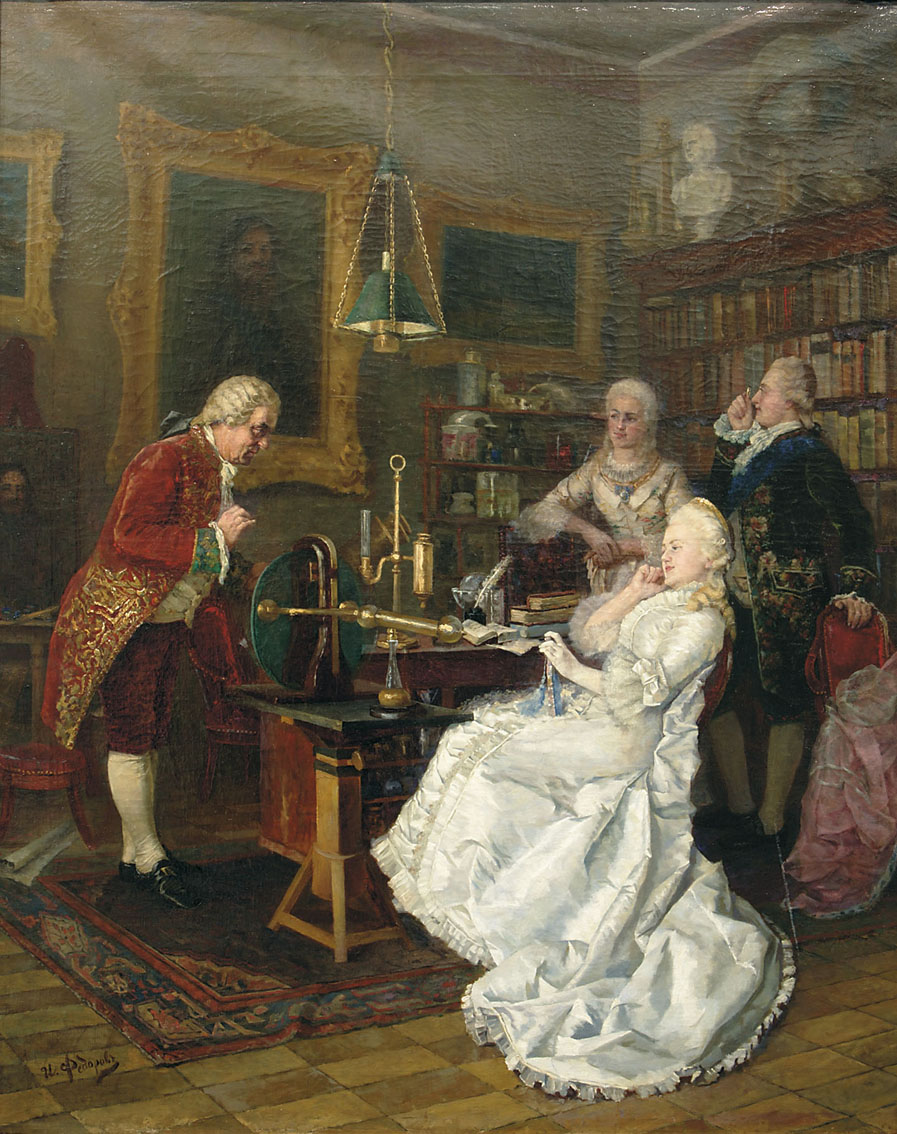
Caterina II di Russia visita Michail Lomonosov nel 1764. Opera di Ivan Fëdorov (1884).

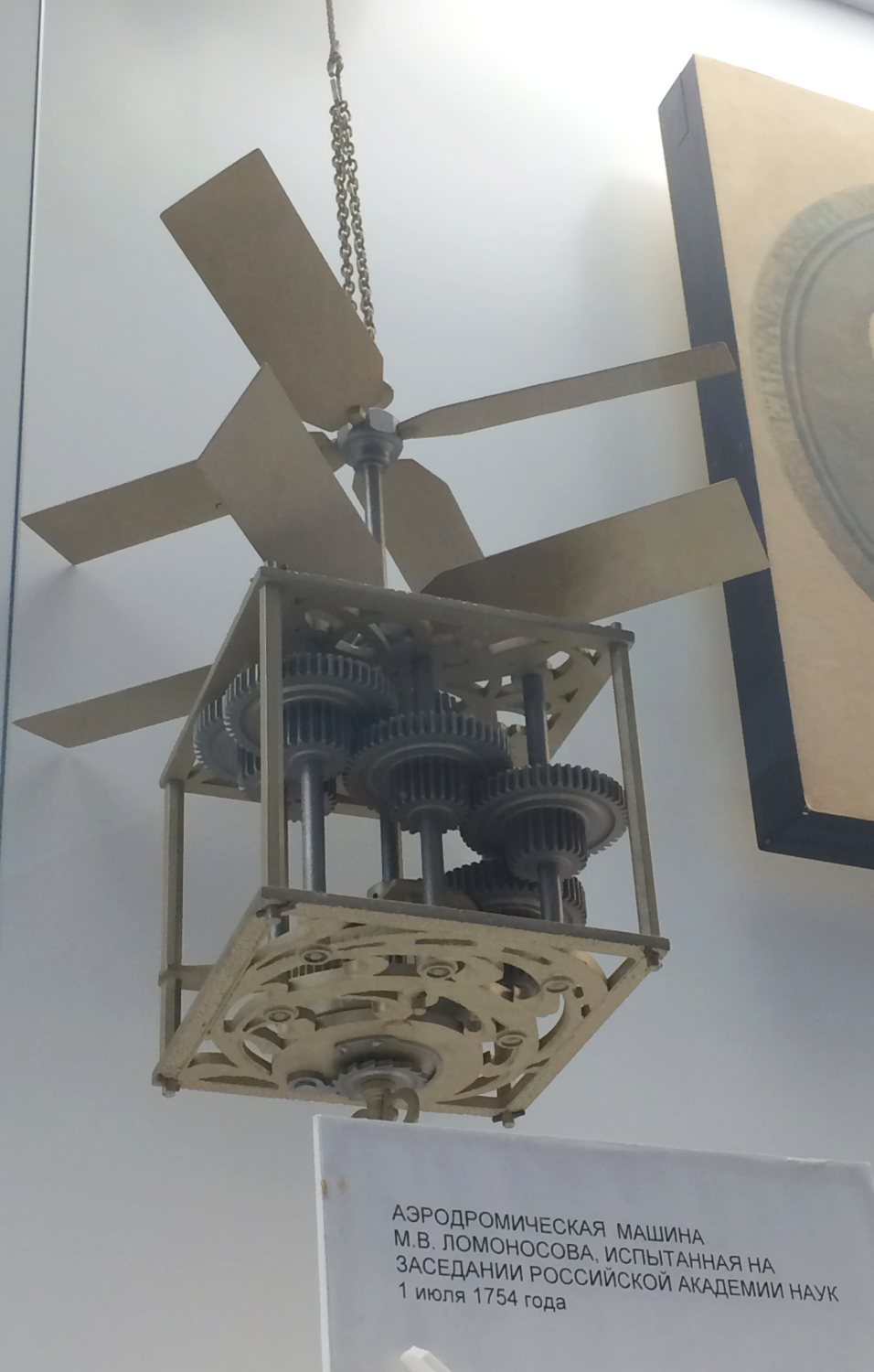

Nel 1756, Lomonosov cercò di replicare l'esperimento di Robert Boyle del 1673. Ne concluse che la teoria del flogisto allora comunemente accettata era falsa. Anticipando le scoperte di Antoine Lavoisier, scrisse nel suo diario: "Oggi ho compiuto un esperimento in fiale ermetiche di vetro per stabilire se la massa dei metalli aumenti per l'azione del solo calore. Gli esperimenti – dei quali accludo una relazione in 13 pagine – hanno dimostrato che il famoso Robert Boyle si ingannò, perché senza accesso di aria dall'esterno la massa del metallo bruciato resta la stessa".
Considerava il calore come una forma di movimento, suggerì la teoria ondulatoria della luce, contribuì alla formulazione della teoria cinetica dei gas e dichiarò l'idea della conservazione della materia con queste parole: "Tutti i mutamenti in natura sono tali che tutto ciò che viene tolto a un oggetto viene aggiunto a un altro. Quindi, se la quantità di materia diminuisce in un luogo, aumenta in un altro. Questa legge universale della natura comprende anche le leggi del movimento, perché un oggetto che ne muova altri mediante la sua forza, in realtà impartisce a un altro oggetto la forza che esso perde".
Nel 1762 Lomonosov presentò all'Accademia russa delle scienze un progetto migliorato di un telescopio riflettore, con lo specchio primario inclinato di 4° rispetto all'asse del telescopio. Questo metteva a fuoco l'immagine sul lato del tubo del telescopio, dove l'osservatore poteva vedere l'immagine mediante un oculare senza bloccare l'immagine. Tuttavia, l'invenzione non fu pubblicata fino al 1827, e questo tipo di telescopio è più noto associato al nome di William Herschel, autore di un'invenzione simile.
Lomonosov fu il primo a registrare il congelamento del mercurio e a ipotizzare l'esistenza di un'atmosfera su Venere basandosi sull'osservazione del transito di Venere del 1761 da un piccolo osservatorio vicino alla sua casa di San Pietroburgo. Credendo che la natura fosse soggetta a un'evoluzione regolare e continua, dimostrò l'origine organica della terra, della torba, del carbone, del petrolio e dell'ambra. Nel 1745 pubblicò un catalogo di oltre 3 000 minerali e nel 1760 spiegò la formazione degli iceberg.
Come geografo, Lomonosov si avvicinò alla teoria della deriva dei continenti, teoricamente predisse l'esistenza dell'Antartide (sostenne che gli iceberg dell'Oceano del Sud si sarebbero potuti formare solo da una terraferma coperta di ghiacci), e inventò strumenti di navigazione per calcolare più agevolmente direzioni e distanze. Nel 1764 organizzò una spedizione (guidata dall'ammiraglio Vasilij Jakovlevič Čičagov) per trovare il passaggio a nord-est fra l'Atlantico e il Pacifico navigando lungo la costa settentrionale della Siberia.

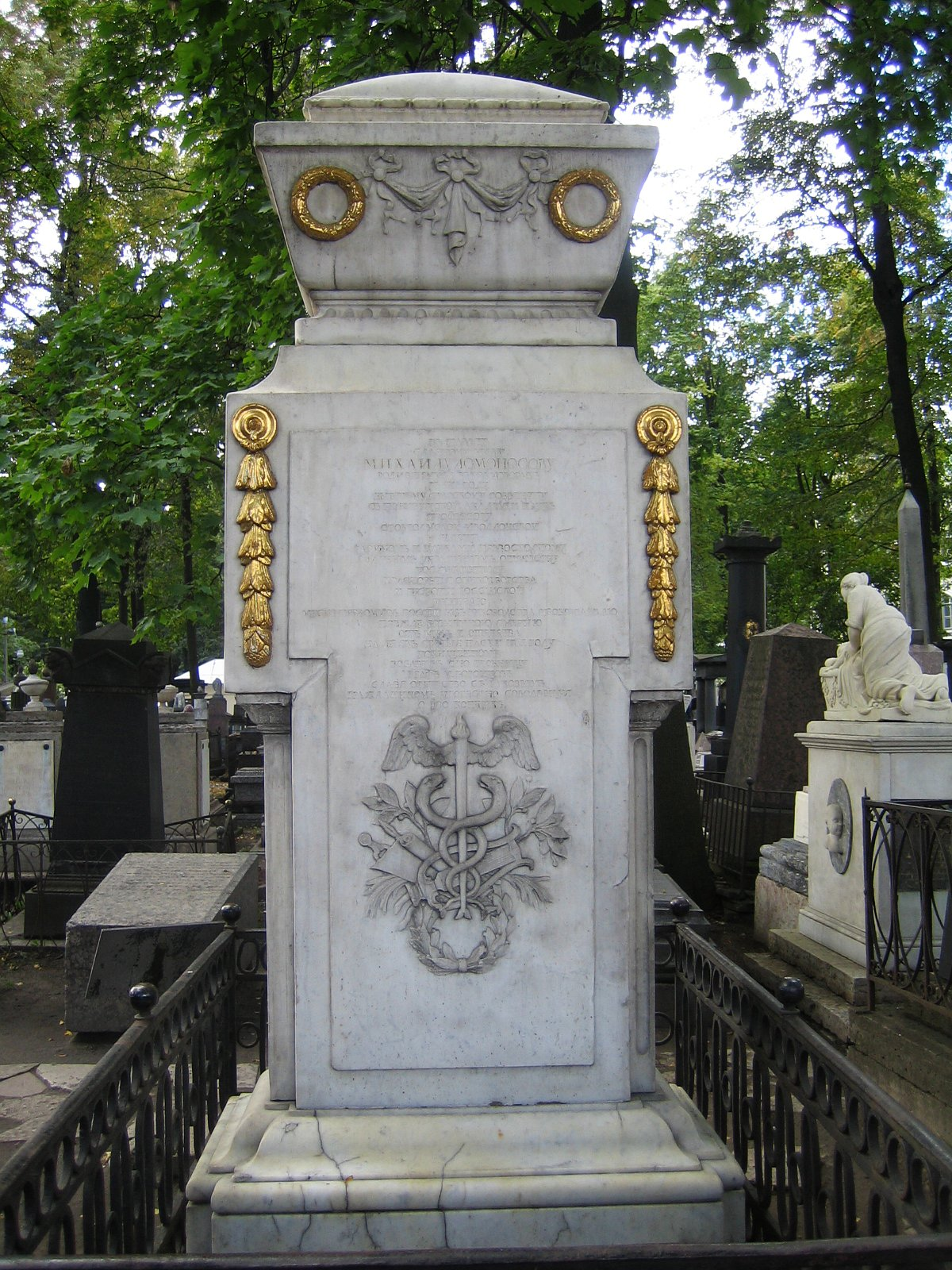
Tomba di Lomonosov al cimitero di Lazarev, presso il monastero di Aleksandr Nevskij, a San Pietroburgo

Lomonosov era orgoglioso di aver ripristinato l'antica arte del mosaico. Nel 1754, in una lettera a Eulero, scrisse che i suoi tre anni di esperimenti sugli effetti della chimica dei minerali sul loro colore lo avevano portato a interessarsi all'arte del mosaico. Nel 1763 impiantò una fabbrica di vetro che produsse il primo mosaico in vetro fuori dall'Italia. Dei quaranta mosaici attribuiti a Lomonosov, ne rimangono oggi ventiquattro. Fra i migliori è il ritratto di Pietro il Grande e la "Battaglia di Poltava", che misura 4,8 × 6,4 metri.
Nel 1761 fu eletto membro corrispondente straniero dell'Accademia reale svedese delle scienze. Nel 1764 Lomonosov fu nominato segretario di Stato. Morì l'anno successivo a San Pietroburgo. La maggior parte delle sue scoperte e invenzioni rimase sconosciuta fuori dalla Russia per lungo tempo dopo la sua morte.

## La questione linguistica e le opere letterarie
Creò le basi della lingua letteraria russa moderna, mettendo a punto il sistema di versificazione tonico-sillabico, ancor oggi prevalente in Russia. Intervenne in ottica classicista all'interno del dibattito sulla "questione della lingua" (quale lingua fosse opportuno usare e in quale genere letterario: lo slavo ecclesiastico più ricco di termini astratti, o il russo parlato, più diffuso e molto diretto). Suggerisce che ai tre stili (alto-sublime, medio, umile) corrispondano tre usi della lingua: lo slavo ecclesiastico per i componimenti più solenni, una commistione delle due per i generi medi, e una prevalenza del russo corrente per le opere di stile "basso".
Dando seguito alla sua teoria poetica, compose oltre venti odi cerimoniali solenni, fra cui è notevole la "Meditazione serale sulla grandezza di Dio". Nelle sue poesie applicò una teoria fonosimbolica, associando le parole con le vocali e, i, ju a sentimenti teneri e le parole con le vocali o, u, y a sentimenti che causavano paura (come rabbia, invidia, dolore, tristezza).
Lomonosov pubblicò una storia della Russia nel 1760. Inoltre, portò a termine un poema epico su Pietro il Grande, basato sull'Eneide di Virgilio.